# Ha Jin
Ha Jin (哈金), nato Jin Xuefei (cinese tradizionale: 金雪飛; cinese semplificato: 金雪飞; pinyin: Jīn Xuěfēi; Liaoning, 21 febbraio 1956), è uno scrittore, poeta e saggista cinese naturalizzato statunitense contemporaneo.
Nel 1984 Ha Jin si trasferì in America, dove iniziò a scrivere della Cina solo in inglese. Il nome Ha deriva dalla sua città preferita, Harbin.

## Biografia
Nato a Jinzhou nella provincia del Liaoning da padre ufficiale militare, nel 1969 Jin si unì all'Esercito Popolare di Liberazione della Rivoluzione culturale. Nel 1981 si laureò alla Heilongjiang University con un bachelor's degree in studi inglesi, mentre tre anni più tardi completò la magistrale in letteratura anglo-americana alla Shandong University. Cresciuto nel caos della prima Cina comunista, Jin aveva ottenuto una borsa di studio per la statunitense Brandeis University quando, nel 1989, ci fu la protesta di piazza Tiananmen. Il comportamento del governo in quella specifica occasione rafforzò la sua decisione di emigrare definitivamente e di scrivere esclusivamente in lingua inglese, "per preservare l'integrità del suo lavoro". Rimase negli Stati Uniti dopo aver ottenuto il Ph.D. nel 1992, avendo pubblicato il suo primo libro di poesie, Between Silences, due anni prima.
Molte delle storie raccontate da Jin sono ambientate in Cina, nella città inventata di Muji. Per il romanzo Waiting (1999), lo scrittore ha vinto il National Book Award ed il PEN/Faulkner Award. Molti dei suoi racconti brevi sono apparsi in antologie di The Best American Short Stories, e l'autore ha ricevuto tre Premi Pushcart per la narrativa ed un Premio Kenyon Review. La sua raccolta Under The Red Flag (1997) ha vinto il Flannery O'Connor Award for Short Fiction, mentre Ocean of Words (1996) è stata premiata con il Premio PEN/Hemingway. Il romanzo War Trash (2004), ambientato nel periodo della Guerra di Corea, vinse il PEN/Faulkner Award e fu nominato come finalista per il Premio Pulitzer. Dopo aver insegnato alla Emory University di Atlanta, Georgia, attualmente Jin è professore alla Boston University, in Massachusetts.

## Poesia
Jin ha scritto tre libri di poesia, Between Silences (1990), Facing Shadows (1996) e Wreckage (2001).

## Premi e riconoscimenti
- Dayton Literary Peace Prize, secondo classificato per la narrativa con Nanjing Requiem (2012)
- Fellow of American Academy of Arts and Sciences (2006)
- PEN/Faulkner Award (2005)
- Townsend Prize for Fiction (2002)
- Asian Fellowship (2000-2002)
- PEN/Faulkner Award (2000)
- Guggenheim Fellowship (1999)
- National Book Award (1999)
- Premio PEN/Hemingway (1997)
- Flannery O'Connor Award for Short Fiction (1996)

## Opere

### Poesia
- Between Silences (1990)
- Facing Shadows (1996)
- Wreckage (2001)

### Raccolte di storie brevi
- Ocean of Words (1996)
- Under the Red Flag (1997)
- The Bridegroom (2000)
- A Good Fall (2009)
- Saboteur

### Romanzi
- In the Pond (1998)
- Waiting (1999)
- The Crazed (2002)
- War Trash (2004)
- A Free Life (2007)
- Nanjing Requiem (2011)

### Saggi
- The Writer as Migrant (2008)

### Traduzioni in italiano
- Mica facile trovare un ammazzatigri. Traduzione di Monica Morzenti, N. Pozza, 2001. ISBN 88-7305-806-X
- L' attesa. Traduzione di Monica Morzenti, N. Pozza, 2003. ISBN 88-7305-932-5
- Pazzia. Traduzione di Monica Morzenti, N. Pozza, 2003. ISBN 88-7305-913-9
- War trash. Traduzione di Monica Morzenti, N. Pozza, 2005. ISBN 88-545-0054-2
- Una vita libera. Traduzione di Monica Morzenti, N. Pozza, 2005. ISBN 9788854502437